# Antonino Maria Stromillo
Antonino Maria Stromillo (Gorga Cilento, 5 giugno 1786 – Caltanissetta, 7 gennaio 1858) è stato un vescovo cattolico italiano, 1º vescovo di Caltanissetta e amministratore apostolico di Calascibetta.

## Biografia
Nato a Gorga Cilento, nella diocesi di Vallo della Lucania, il 5 giugno 1786, fu ordinato sacerdote il 26 marzo 1814. Il 4 maggio 1831 entrò fra i chierici regolari teatini, fece la sua professione religiosa il 29 giugno 1832 e, l'8 dicembre 1838 venne eletto preposito generale dell'ordine.
Il 25 maggio 1844 con la bolla Ecclesiae Universalis papa Gregorio XVI, in attuazione del concordato di Terracina, istituiva la diocesi di Caltanissetta e nominava primo vescovo, il teatino Stromillo.
P. Antonino fu consacrato vescovo il 17 febbraio 1845, dopo aver ottenuto il titolo accademico di Dottore in Teologia, con Breve pontificio. Entrò in diocesi con gran tripudio di popolo, che lo accompagnò per tutto il tragitto dalla Chiesa di S. Lucia alla Cattedrale di Caltanissetta. Il pio vescovo si adoperò subito per risanare le annose ferite del Clero, abituato a una certa libertà e poco incline alla disciplina. Si prodigò molto per la costruzione di un episcopio e di un seminario coadiuvato dal Priore benedettino D. Giuseppe Benedetto Dusmet, che fu suo Vicario de facto - pur non ricevendo mai la nomina -, consigliere e confessore; ma non poté vederli realizzati.
Morì a Caltanissetta il 7 gennaio 1858 assistito dal Priore Dusmet, a causa di una terribile gotta, che lo afflisse negli ultimi anni del suo episcopato, impedendogli, anche di compiere il suo desiderio di indire un sinodo diocesano; che fu poi celebrato sotto l'episcopato di Mons. Alfredo Maria Garsia.
La sua tomba, racchiusa in un elegante monumento marmoreo, si trova nella cappella dell'Immacolata, nella navata destra della Cattedrale di Caltanissetta.

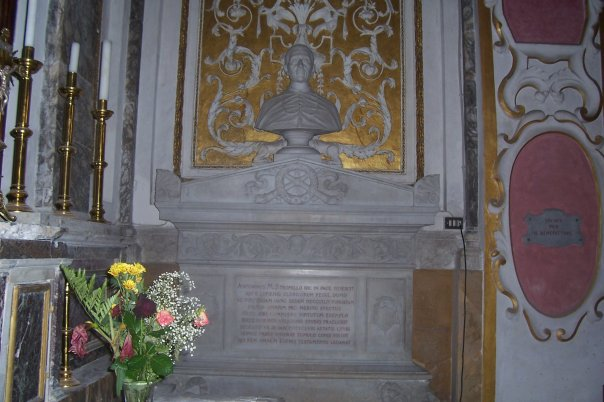
Il monumento sepolcrale di mons. Antonino Maria Stromillo nella Cappella dell'Immacolata della cattedrale di Caltanissetta

## Genealogia episcopale
La genealogia episcopale è:
- Cardinale Scipione Rebiba
- Cardinale Giulio Antonio Santori
- Cardinale Girolamo Bernerio, O.P.
- Arcivescovo Galeazzo Sanvitale
- Cardinale Ludovico Ludovisi
- Cardinale Luigi Caetani
- Cardinale Ulderico Carpegna
- Cardinale Paluzzo Paluzzi Altieri degli Albertoni
- Papa Benedetto XIII
- Papa Benedetto XIV
- Papa Clemente XIII
- Cardinale Marcantonio Colonna
- Cardinale Giacinto Sigismondo Gerdil, B.
- Cardinale Giulio Maria della Somaglia
- Cardinale Carlo Odescalchi, S.I.
- Cardinale Gabriele Ferretti
- Vescovo Antonino Maria Stromillo, C.R.